# Kopalnia Węgla Kamiennego Sosnowiec
Das Bergwerk Sosnowiec (poln. Kopalnia Węgla Kamiennego Sosnowiec) war ein  Steinkohlenbergwerk in Sosnowiec, Polen.

## Geschichte
Diese Zeche im Stadtgebiet von Sosnowiec wurde 1856 von der Nichte des Fürsten Ludwig zu Anhalt-Köthen-Pleß, Charlotte von Stolberg-Wernigerode und dem Grafen Johann Renard, Sohn des Grafen Andreas Maria von Renard aus Oppeln gegründet. Zu den Anfängen siehe Ludwigshoffnung, Ludmila, und Graf Renard.

### Ludwigshoffnung/Nadzieja Ludwika
Das Bergwerk Ludwigshoffnung in Sielec (ab 1902 Stadtteil von Sosnowiec) wurde 1806 gegründet und ging 1864 in Betrieb. Besitzer waren der General Schimmelpfennig von der Oye und Herzog Ludwig zu Anhalt-Köthen. 1856 kam die Anlage in den Besitz der Erben des Grafen Renard, über die es in die Gewerkschaft Graf Renard (s. u.) gelangte. 
Der erste Tiefbauschacht der Zeche war Wilhelmine, über den in den 1880er Jahren 200.000 t pro Jahr zu Tage gehoben wurden. Das Bergwerk wurde bis 1906 als eigenständige Anlage geführt.

### Ludmilla/Ludmiła
Der Tiefbau begann im Jahr 1863 durch die Schachtanlage Ludmilla (später Alt-Renard genannt; Berechtsame 1,64 km²) (Lage) mit den beiden Schächten Moebius und Jan, die zunächst eine Tiefe von 80 m besaßen. Zur Wasserhaltung und zur Kohleförderung wurden Dampfmaschinen zum Einsatz gebracht. Beide Schächte bauten die Kohle in den Flözen 501 und 510 ab und bereits 1873 konnten auf Ludmila bereits 90.000 Tonnen Kohle gefördert werden.
1881 ereignete sich auf Ludmila eine große Katastrophe – die Grube wurde durch Sand und das immer weiter nachströmende Wasser der Schwarzen Przemsza geflutet und 200 Bergleute fanden den Tod. Manche Quellen berichten, dass das Rauben wichtiger Stempel zum Tagesbruch geführt hat. Alle Versuche, die Grubenbauten zu sümpfen, schlugen fehl. Deshalb wurde im Ortsteil Sielec, 2,5 km nördlich der alten Zeche, eine neue Schachtanlage errichtet, die zunächst den Namen Fanny trug und eine Betriebsgemeinschaft mit Ludwigsglück (auch Chassée oder Ludwigshoffnung genannt) bildete und erhielt den Namen Graf Renard (auch Neu-Renard und Hrabia Renard). 

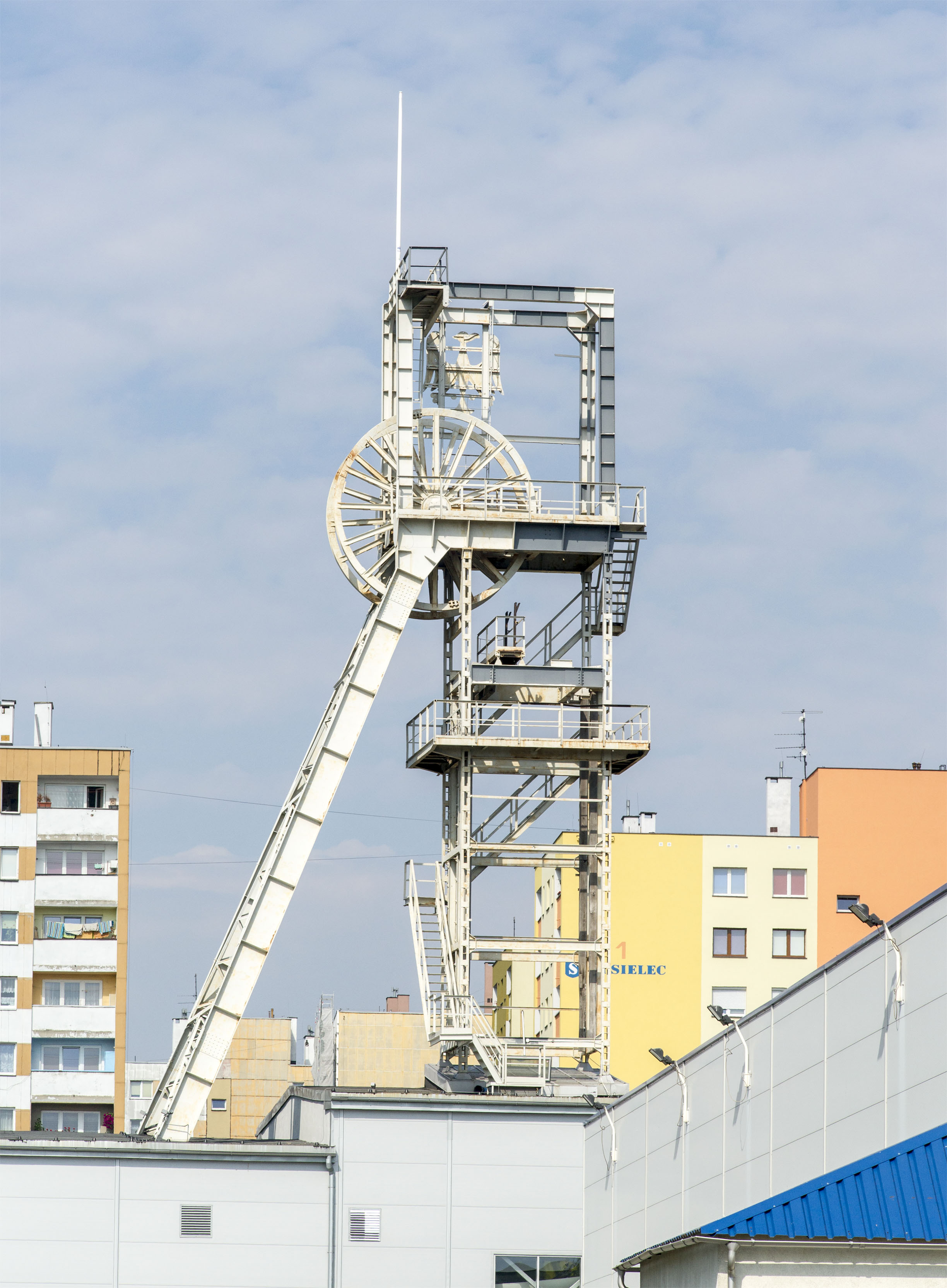
Gerüst über Schacht Anna

### Graf Renard/Hrabia Renard
Weil Russland 1877 für den Kohleexport nach Deutschland hohe Zölle einführte und Ludmila (Alt-Renard) unmittelbar an der Grenze zwischen Preußen und Russland lag, verkauften die Erben des Grafen Renard in den Jahren 1879 bis 1885 zwölf Parzellen ihres Eigentums an verschiedene deutsche Unternehmer; sie selbst wollen auf dem boomenden russischen Markt präsent bleiben und investierten deshalb in ihre im Dabrowskischen Becken liegenden Besitzungen mit einer Größe von 2,07 km². Dies führte zur Errichtung einer neuen Schachtanlage im Ortsteil Sielec, 2,5 km nördlich der alten Zeche, die zunächst den Namen Fanny trug und eine Betriebsgemeinschaft mit Ludwigshoffnung (s. o.) bildete. Später erhielt das gesamte Bergwerk den Namen Graf Renard oder auch Neu-Renard. 
Neben den alten Schächten Fanny, Gräfin Wilhelmine und Mathilde kam eine neue Schachtanlage (Lage) mit den beiden Förderschächten Graf Eulenburg und Graf Renard hinzu. Auf dem gleichen Gelände wurde später etwas weiter südlich der Wetterschacht Anna abgeteuft. 
In den 1930er Jahren bildete der Schacht Gräfin Wilhelmine zusammen mit zahlreichen Tagesanlagen die Schachtanlage Ludwigshoffnung (zur eigenständigen Zeche s. o.) des gesamten Bergwerks. 
1905 kam es während der Russischen Revolution zu einer Kundgebung auf dem Gelände der Zeche Renard, während derer 32 Forderungen der streikenden Bergarbeiter erfüllt wurden. Der Versuch, einen Achtstundentag durchzusetzen, scheiterte hingegen. Insgesamt mussten alle diese Versuche zur Verbesserung der Situation aber mit 38 Toten und mehr als 100 Verletzten bezahlt werden. 1913 stieg die Produktion des Kohlebergwerks Renard auf 662.000 t. In der Zeit des Ersten Weltkriegs wurde die Zeche durch ein Exekutivkomitee der Sowjets verwaltet. Die Roten Garden wurden 1918 entwaffnet und die Kompetenz des Komitees stark eingeschränkt. Außerdem wurde in diesem Zusammenhang die Schachtförderung blockiert, um eine Ausbeutung der Anlage durch das (neue) Russland zu verhindern.
1921 war Graf Renard mit einer Belegschaft von 4.295 Arbeitern die größte Industrieanlage in Sosnowiec. 1938, nach Jahren der Wirtschaftskrise (Rückgang der Produktion auf 240.000 t), beschäftigte das Bergwerk nur noch 1.974 Arbeiter und produzierte 942.000 Tonnen Kohle. Es gehörte zu diesem Zeitpunkt der französischen Bankgesellschaft Huta Bankowa. Mit diesen Förderzahlen erreichte die Zeche Graf Renard in die Kohlenproduktion einen Anteil von 14 % der im gesamten Becken Dąbrowski geförderten Menge. Ein Teil der Produktion (20–35 %) wurde exportiert, hauptsächlich nach Skandinavien, in die Tschechoslowakei, Österreich, Lettland und Litauen.
In den zwanziger Jahren kam es zu zahlreichen Modernisierungen und Erweiterungen der Zeche. So wurde die Kraftübertragung durchgängig von Dampf auf Strom durchgeführt, die Förderwagen mit Elektroloks bewegt, der Schacht Wilhelmine tiefergeteuft und fast überall Spülversatz benutzt. Wenig später erhielten die Schächte Anna und Graf Renard neue Lüfter zur Verbesserung der Bewetterung.
Während des Zweiten Weltkriegs wurde die Zeche zunächst ab dem 8. September 1939 durch den Generaldirektor Maximalian Sabaß kommissarisch verwaltet, am 5. August 1940 von der Haupttreuhandstelle beschlagnahmt und die Ausbeutung der Anlage ab November 1941 durch die Preussag organisiert. Durch die Hinzunahme neuer Abbaupunkte und eine rücksichtslose Ausbeutung des Materials konnte die Förderung auf 1,12 Mio. t im Jahr 1942 und 1,23 Mio. t im Jahr 1943 gesteigert wurden. Problematisch war in diesen Kriegsjahren die Personalsituation. Da 850 von ca. 2000 Bergleuten nach Westfalen zur Arbeit in den dortigen Bergwerken geschickt wurden, wurde die Belegschaft auf Renard durch Jugendliche, ältere Menschen und britische Gefangene aus dem Lager der Łambinowice ersetzt. Dies führte bis Mitte 1944 zu einer Erhöhung der Zahlen auf 3252 Beschäftigte. 
Diese Zahl sank bei Kriegsende wieder auf 1720 Personen. Ab 1946 wurde der Name des Bergwerks zunächst in Sosnowiec geändert, schon drei Jahre später in Stalin.

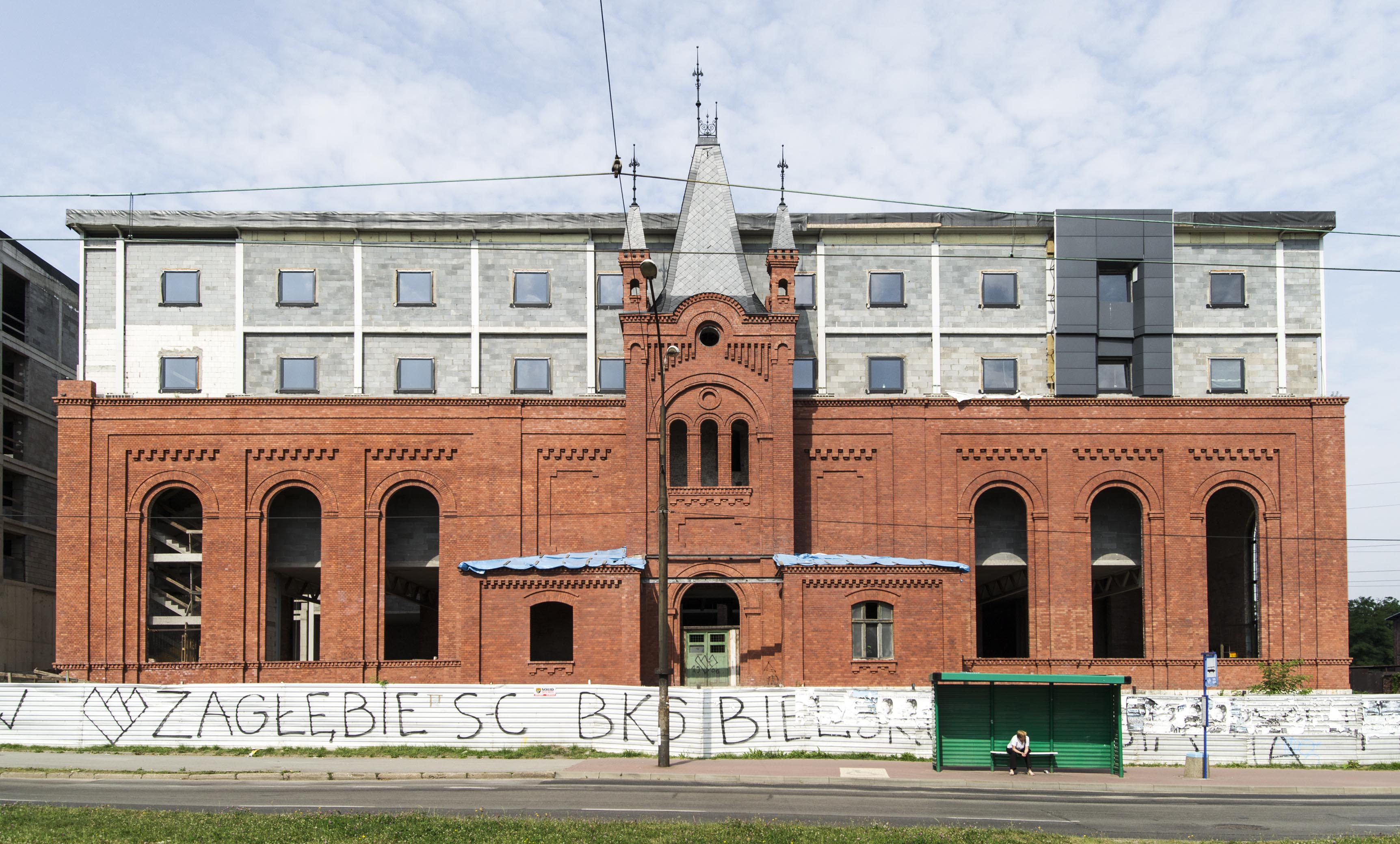
Restauriertes Zechengebäude an der ul. Gabriela Narutowicza

### KWK Stalin
Von 1946 bis 1959 führte das Bergwerk den Namen von Josef Stalin.

### KWK Sosnowiec
Nach der Befreiung Südpolens von dem Nazi-Regime kam die Zeche unter die Verwaltung der Vereinigung der Kohlenindustrie von Dombrowa (Dąbrowskie Zjednoczenie Przemysłu Węglowego) und erhielt im Mai 1946 den Namen Sosnowiec. Die beiden Förderschächte Graf Renard und Graf Eulenburg wurden in diesem Zusammenhang in Szczepan und Sosnowiec umbenannt. 
Während sich in der Zwischenkriegszeit die operativen Tätigkeiten der Zeche auf ein relativ kleines Gebiet beschränkten, förderte das Bergwerk nach Kriegsende aus einem, das mehr als 20 km² umfassten Bereich. Diese Erweiterung in der Fläche und die Erhöhung der Zahl der Belegschaftsmitglieder auf 3636 bis 1949 führten dazu, dass am Ende des ersten 3-Jahres-Plans, d. h. 1949, wieder 1,308 Mio. t gefördert werden konnten. Danach fiel in den Folgejahren die Produktion leicht ab und erreichte erst 1955 wieder das Niveau von 1949. Absoluter Höhepunkt war das Jahr 1943 mit 2,68 Mio. t. Dieses Ergebnis konnte aber nur erzielt werden, weil die Zahl der Beschäftigten auf 4300 (davon 2300 unter Tage) angestiegen war und zwischenzeitlich zahlreiche Modernisierungen realisiert worden waren.
Diese Modernisierungen fanden ab 1960 sowohl über als auch unter Tage statt. Die Schächte Sosnowiec und Anna wurde tiefergeteuft, ein neuer Schacht namens Stanisław errichtet und 1973 eine neue Aufbereitungsanlage installiert.
Parallel hierzu wurde die Mechanisierung des Abbaus in Angriff genommen, z. B. durch die Einführung des Kratzförderers und – ab 1966 – des Walzenschrämladers. Diese und weitere Maßnahmen führen dazu, dass das Bergwerk in den 1970er Jahren den höchsten Mechanisierungsgrad Polens aufwies. 
Trotz dieser Bemühungen verringerte sich ab der Mitte der 70er Jahre die Produktion allmählich, weil die reichsten Kohlenflöze erschöpft waren. So belief sich die Förderung im Jahr 1989 auf nur noch 1,33 Mio. Jahrestonnen. Deshalb wurden 1975 die beiden Schächte Louis und Eugene abgeworfen und verfüllt. Zusammen mit den wirtschaftlichen Umbrüchen auch in Polen zu Beginn der 90er Jahre, der Privatisierung des Bergwerks am 1. Januar 1990 wurde deshalb bald der Entschluss gefasst, den Betrieb 1995 auslaufen zu lassen. Zwar wurde aufgrund gewerkschaftlichen Drucks die Schließung noch bis 1997 hinausgezögert, dann aber 1998 mit der Einstellung der Förderung und dem Abbruch der Tagesanlagen umgesetzt. Von 1999 bis 2001 blieb noch Schacht Sosnowiec für die zentrale Wasserhaltung offen, aber auch er wurde verfüllt. 

## Förderzahlen
1900: 586.000 t; 1913: 662.472 t; 1938: 941.177 t; 1970: 2,11 Mio. t; 1979: 2,54 Mio. t

## Gegenwart
Von den drei zuletzt verbliebenen Schächten Szczepan, Sosnowiec und Anna, die alle auf dem Gelände von Graf Renard standen, existiert heute nur noch Anna als Teil eines neu errichteten Kletterparks.